# Rochester, Minnesota
Rochester je grad u američkoj saveznoj državi Minnesoti i sjedište okruga Olmsted, a nalazi se oko 130 kilometara jugoistočno od Minneapolisa i Saint Paula, međusobno spojenih najvećih gradova u Minnesoti. Prema popisu stanovništva iz 2000. grad je imao populaciju od 85,806, a prema procjeni iz 2005. imao je 97.806 stanovnika, što ga čini trećim najvećim gradom u Minnesoti. 
Rochester je najpoznatiji kao dom medicinskog centra klinike Mayo, koji sad ima i podružnice u nekoliko američkih gradova. Klinika i IBM-ov kampus dva su najveća privatna poslodavca u gradu, a poslovi vezani uz medicinske usluge i računala primarna su djelatnost.

## Vanjske poveznice
- Službene internet stranice grada Rochestera  Arhivirana inačica izvorne stranice od 31. svibnja 2005. (Wayback Machine)